# Suni (nosorožec)
Suni (8. červen 1980, Dvůr Králové nad Labem, Československo – 18. říjen 2014, Ol Pejeta, Keňa) byl jeden z posledních tří samců severního bílého nosorožce na světě.

## Život
Narodil se v ZOO Dvůr Králové jako vůbec první nosorožec tuponosý severní v zajetí. V roce 2009 odletěl do Afriky, kde žil v rezervaci Ol Pejeta Conservancy v Keni spolu se samcem Sudánem a samicemi Nájin a Fatu.

### Skon a neúspěch pokusu o přirozenou reprodukci druhu
Suni může pomoci zachovat svůj druh i po smrti, protože vzorky jeho genetického materiálu, které mohou být použity pro umělé oplodnění zajistil na místě odborník z Institutu pro výzkum zoo a divokých zvířat v Berlíně Robert Hermes, který je spolupracovníkem ZOO Dvůr Králové.